# Heinz Spundflasche
Heinz Spundflasche (* 4. Dezember 1919 in Altona; † 6. November 1972 in Hamburg-Altona) war ein deutscher Fußballspieler und -trainer. Spundflasche spielte als Halbstürmer und später als Außenläufer zunächst beim Hamburger SV, mit dem er zwischen 1937/38 und 1940/41 dreimal Nordmark-Gaumeister und nach Kriegsende zweimal, 1947 und 1948, als Mannschaftskapitän Meister der britischen Besatzungszone wurde. Für den HSV erzielte er in 127 Oberligaspielen 35 Tore. 1952 wechselte der inzwischen 32-Jährige für eine inoffizielle Ablösesumme von 8.000 DM zum Traditionsverein Altona 93, für den er bis 1958 weitere 141 Oberligapartien bestritt und dabei 42 Tore erzielte.

## Karriere

### Vereine
Der im Hamburger Stadtteil Pöseldorf geborene Tischlersohn kam mit acht Jahren in die Jugendabteilung des Polizei SV Hamburg, woraus ihn aber sein auffälliges Talent 1933 zu den „Rautenträgern“ des Hamburger SV führte. Mit 17 Jahren debütierte der technisch begnadete Spieler in einem Freundschaftsspiel gegen den Wiener SC in der Ligamannschaft des HSV. Während der laufenden Saison 1937/38 wurde er in den Kader der Gauligamannschaft übernommen und erstmals am 6. Februar 1938 bei einem 6:1-Erfolg gegen Wilhelmsburg 09 in einem Punktspiel eingesetzt. Beim Gewinn der Nordmark-Meisterschaft 1940/41 – der HSV hatte alle 22 Ligaspiele gewonnen – führte er mit 18 Treffern vor Edmund Adamkiewicz und Esegel Melkonian mit je 14 Treffern die Torjägerliste an. In den Endrunden um die deutsche Fußballmeisterschaft lief er von 1939 bis 1952 in 20 Spielen (zwei Tore) für den HSV auf. Die ersten fünf Meisterschaften in der nach Ende des Zweiten Weltkriegs eingeführten Fußball-Oberliga Nord gewann der von der Presse zum „König zwischen den Strafräumen“ erklärte Spielmacher mit dem HSV fünfmal in Serie.
Bei Altona 93 spielte er u. a. mit Werner Erb und Dieter Seeler, dem älteren Sohn seines langjährigen HSV-Teamkameraden Erwin Seeler, zusammen. Mit dem Oberligarückkehrer belegte er 1952/53 den 6. Tabellenplatz und erreichte 1953/54 sogar den 3. Rang. Im DFB-Pokal des Jahres 1955 scheiterte der hochgradig spielintelligente Fußballstratege erst im Halbfinale im Wiederholungsspiel (0:3) am Karlsruher SC. Sein letztes Punktespiel in der Oberliga Nord bestritt er mit 38 Jahren am 6. April 1958 bei einem 2:0-Heimerfolg mit dem AFC gegen den VfB Lübeck. Seit Saisonbeginn auch Spielertrainer, hatte er mit Altona den 3. Rang in der Oberliga Nord belegt. Von 1958 bis 1960 war Spundflasche weiterhin Trainer der Altonaer Schwarz-Weiß-Roten.
Von Hans Vinke wird Heinz Spundflasche so beschrieben: „Technisch nahezu perfekt, den Ball geradezu magisch anziehend und mit der Fähigkeit gesegnet, den Spielrhythmus nach Belieben zu variieren. Eine Majestät des Mittelfeldes also, von hoher Fußballintelligenz.“ Als Mannschaftskapitän und Leitfigur des HSV stieg der begnadete Spielgestalter schnell zum ersten Hamburger Nachkriegs-Sportidol auf. Folgerichtig wurde er 1951 bei einer Umfrage der Hamburger Freien Presse mit großem Vorsprung zum beliebtesten Sportler der Hansestadt gewählt. Seinen wohl glanzvollsten Auftritt legte der Fußball-Feingeist, in dessen Blut sich laut Hamburger Morgenpost stolzes hanseatisches Understatement und Hamburger Arbeitertemperament vermischten, am 11. Dezember 1950 hin: Beim 7:2-Freundschaftsspielsieg des HSV über den 1. FC Kaiserslautern stellte Spundflasche sogar den späteren WM-Helden Fritz Walter in den Schatten.

### Auswahlmannschaft
Der als stets fairer Sportsmann gerühmte Spielgestalter wurde auch vielfach in die Norddeutsche Auswahl berufen und gilt als eine der größten norddeutschen Fußballerpersönlichkeiten aller Zeiten. Dass er nicht auch zu internationalen Einsätzen kam, wird der Tatsache zugeschrieben, dass seine große Zeit in die des Krieges und in die sich bis 1950 anschließende, erzwungene Pause der DFB-Nationalelf fiel. Zudem war dort seine Position durch Fritz Walter „blockiert“.
Zur Zeit der Gauliga Nordmark vertrat Spundflasche die Gau-Auswahl zum Beispiel 1941/42 im Wettbewerb um den Reichsbundpokal in den zwei Spielen gegen Niederschlesien im Achtelfinale (3:0) und im Viertelfinale gegen Köln/Aachen (6:0), kam dann aber im Halbfinale gegen Brandenburg und im Endspiel am 15. November 1942 gegen den Niederrhein (1:2) nicht mehr zum Einsatz.
In den Anfangsjahren der erstklassigen Oberliga Nord war er eine stets präsente Größe in der Auswahl von Norddeutschland in den damaligen Repräsentativspielen gegen die anderen Regionalverbände. Der mit herrlichen Pässen und enormem Ideenreichtum aufwartende Mittelfeldakteur (Halbstürmer und Außenläufer im damaligen WM-System) kam in den Auswahlspielen gegen Westdeutschland in Köln am 4. April 1948 (0:3), am 17. Oktober 1948 in Nürnberg gegen Süddeutschland (1:1), am 13. März 1949 in Hannover gegen Süddeutschland (1:0), am 8. Mai 1949 in Bremen gegen Westdeutschland (1:1), am 2. Oktober 1949 in München gegen Süddeutschland (2:2), am 18. März 1951 in Hamburg gegen Süddeutschland (2:4) und am 28. Februar 1954 als Aktiver von Altona 93 im Spiel gegen die Südwest-Auswahl (2:4) zum Einsatz. Diese Spiele fanden vor gefüllten Rängen mit bis 60.000 Zuschauern statt und hatten ursprünglich fast die Bedeutung von Länderspielen.

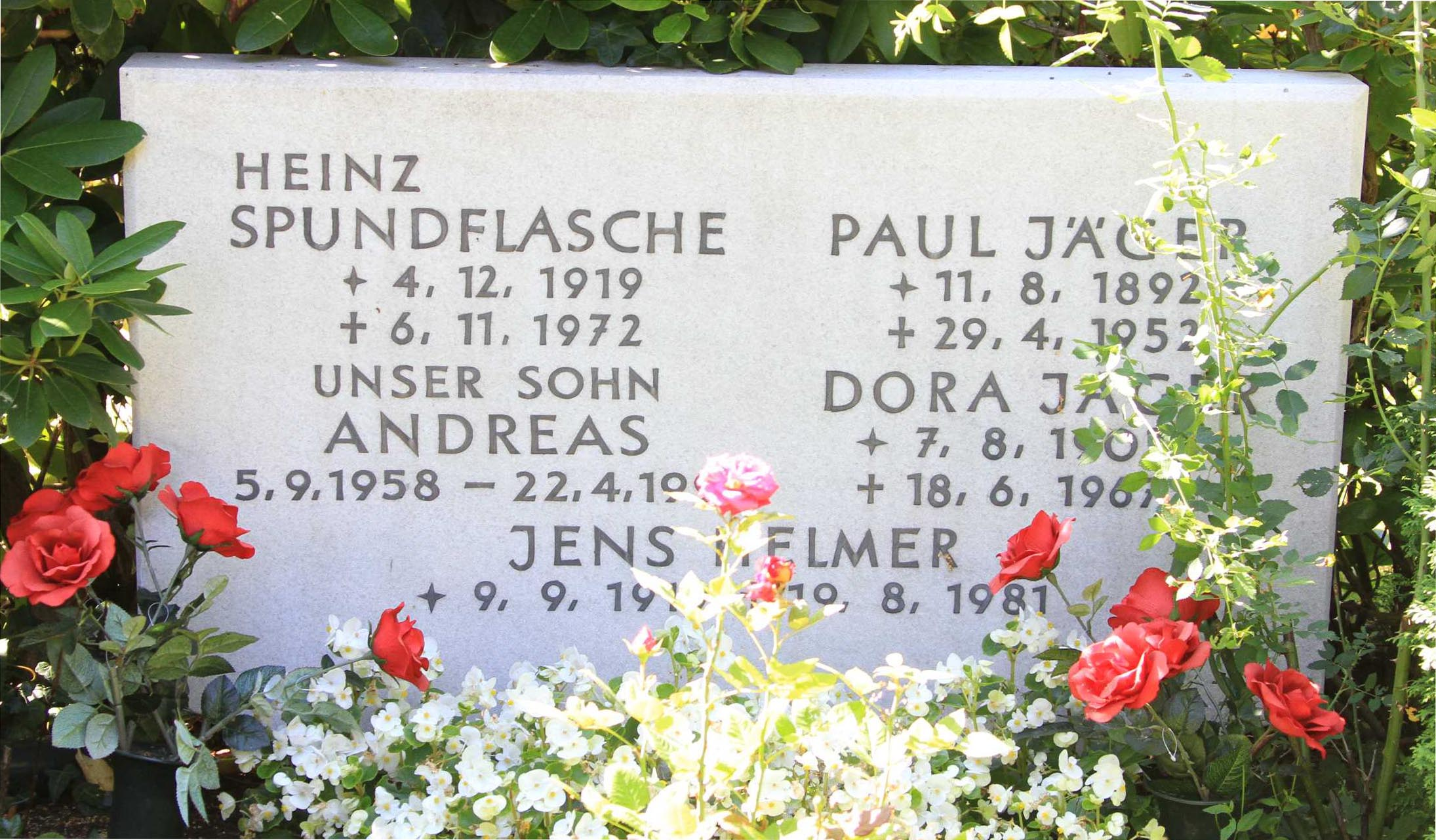
Grabstein der Familie Spundflasche

## Sonstiges
Nach dreieinhalb weiteren Trainerjahren beim VfB Lübeck zog sich Heinz Spundflasche, im Januar 1964 dort entlassen, aus dem Fußballsport zurück und kümmerte sich fortan um sein Zigarrengeschäft in Ottensens Bahrenfelder Straße, das er bereits 1950 erworben hatte und das bis vor einiger Zeit noch seinen Namen trug. Heinz Spundflasche starb 1972 an einer Nierenkrankheit. Seine letzte Ruhestätte befindet sich auf dem alten Ottenser Friedhof am Holstenkamp.